# Unione Sportiva Triestina Calcio 2002-2003
Questa voce raccoglie le informazioni riguardanti l'Unione Sportiva Triestina Calcio nelle competizioni ufficiali della stagione 2002-2003.

## Stagione
Nella stagione 2002-2003 la Triestina, fresca di promozione ottenuta con i play-off dalla C1, si presenta nel campionato cadetto con l'obbiettivo di una salvezza sicura. Tuttavia, l'incredibile inizio di stagione della squadra alabardata, guidata da Ezio Rossi haportato la squadra a concludere il girone d'andata nettamente in testa alla classifica con 36 punti, quattro di vantaggio sulle seconde. Purtroppo nel girone di ritorno la squadra subisce un brusco calo riuscendo a conquistare una sola vittoria in otto giornate. I biancorossi sono scivolati al sesto posto e, nonostante un'unica sconfitta nelle ultime sei giornate non sono andati oltre il quinto posto, a soli tre punti dalla storica promozione in Serie A, che mancava da oltre quarant'anni. La stagione è comunque un successo, nella quale la Triestina riesce a battere diversi record, il numero di vittorie in Serie B (16) e il maggior numero di gol fatti (54), quest'ultimo primato aiutato notevolmente dalle reti di Dino Fava Passaro autore di 22 reti, secondo marcatore in assoluto stagionale della serie cadetta dietro a Protti del Livorno. A conferma della bontà dell'intelaiatura della squadra triestina, anche in Coppa Italia ha fatto un buon percorso, ha vinto il terzo girone di qualificazione, eliminando Verona, Cittadella e Treviso, nel secondo turno ha eliminato nel doppio confronto il Como, negli ottavi di finale cede alla Roma (4-1) ai calci di rigore.

## Divise e sponsor
Lo sponsor tecnico per la stagione 2002-2003 è Asics, mentre lo sponsor ufficiale è Acegas - Aps.

## Rosa
| N. |                     | Ruolo | Calciatore           |
| -- | ------------------- | ----- | -------------------- |
| 1  | Italia (bandiera)   | P     | Angelo Pagotto       |
| 3  | Italia (bandiera)   | D     | Michele Ferri        |
| 4  | Italia (bandiera)   | C     | Alessandro Budel     |
| 5  | Italia (bandiera)   | D     | Emanuele Venturelli  |
| 6  | Italia (bandiera)   | D     | Francesco Bega       |
| 7  | Italia (bandiera)   | A     | Eder Baù             |
| 8  | Italia (bandiera)   | C     | Filippo Masolini     |
| 9  | Italia (bandiera)   | A     | Matteo Beretta       |
| 10 | Italia (bandiera)   | A     | Nicola Zanini        |
| 11 | Libia (bandiera)    | C     | Jehad Muntasser      |
| 12 | Italia (bandiera)   | P     | Andrea Pinzan        |
| 13 | Italia (bandiera)   | D     | Alessandro Volpi     |
| 14 | Slovenia (bandiera) | D     | Sebastian Berko      |
| 15 | Italia (bandiera)   | C     | Andrea Gentile       |
| 16 | Italia (bandiera)   | A     | Marco Rigoni         |
| 17 | Italia (bandiera)   | A     | Manolo Gennari       |
| 18 | Italia (bandiera)   | C     | Massimiliano Caliari |
| 19 | Italia (bandiera)   | D     | Alessandro Parisi    |

| N. |                      | Ruolo | Calciatore         |
| -- | -------------------- | ----- | ------------------ |
| 20 | Rep. Ceca (bandiera) | D     | Pavel Grznar       |
| 21 | Italia (bandiera)    | D     | Domenico Maietta   |
| 22 | Italia (bandiera)    | D     | Michele Bacis      |
| 23 | Italia (bandiera)    | D     | Paolo Scotti       |
| 24 | Italia (bandiera)    | C     | Andrea Boscolo     |
| 25 | Italia (bandiera)    | A     | Francesco Ciullo   |
| 27 | Italia (bandiera)    | A     | Mirco Gubellini    |
| 30 | Italia (bandiera)    | D     | Francesco Carbone  |
| 31 | Italia (bandiera)    | A     | Dino Fava Passaro  |
| 32 | Italia (bandiera)    | C     | Alessandro De Poli |
| 33 | Italia (bandiera)    | D     | Filippo Medri      |
| 49 | Italia (bandiera)    | C     | Loris Del Nevo     |
| 67 | Italia (bandiera)    | C     | Gianluca Birtig    |
| 71 | Italia (bandiera)    | P     | Tiziano Ramon      |
| 77 | Italia (bandiera)    | P     | Kevin Strukelj     |
| 83 | Italia (bandiera)    | P     | Simone Del Mestre  |
| 85 | Italia (bandiera)    | C     | Gabriele Giacomi   |

## Risultati

### Campionato

#### Girone di andata
| Bari 5 novembre 2002 1ª giornata | Bari             | 0 – 0 | Triestina | Stadio San Nicola\| Arbitro: \| Rosetti (Torino) \| |
| Arbitro:                         | Rosetti (Torino) |       |           |                                                     |

| Arbitro: | Pellegrino (Barcellona Pozzo di Gotto) |

|                               |           |                |
| Muntasser 3’ Fava Passaro 45’ | Marcatori | 18’ Tiribocchi |

| Arbitro: | Dattilo (Locri) |

|                   |           |                             |
| Zanini 58’ (rig.) | Marcatori | 20’ (aut.) Bega 53’ Amerini |

| Arbitro: | Preschern (Mestre) |

|                          |           |  |
| Protti 54’ Enyinnaya 74’ | Marcatori |  |

| Arbitro: | Gabriele (Frosinone) |

|                           |           |             |
| Ciullo 1’ Gubellini 90+4’ | Marcatori | 53’ Marasco |

| Arbitro: | Castellani (Verona) |

|             |           |         |
| Schwoch 53’ | Marcatori | 39’ Baù |

| Arbitro: | Racalbuto (Gallarate) |

|                  |           |  |
| Fava Passaro 13’ | Marcatori |  |

| Arbitro: | Ayroldi (Molfetta) |

|               |           |         |
| Chevanton 37’ | Marcatori | 39’ Baù |

| Arbitro: | De Santis (Tivoli) |

|                                           |           |  |
| Fava Passaro 25’, 52’ Gentile 28’ Baù 56’ | Marcatori |  |

| Arbitro: | Palanca (Roma) |

|             |           |                   |
| Domizzi 41’ | Marcatori | 36’ (rig.) Parisi |

| Arbitro: | Cassarà (Palermo) |

|                                                    |           |                     |
| Fava Passaro 11’ Maltagliati 41’ (aut.) Zanini 74’ | Marcatori | 9’ Ganz 89’ Perovic |

| Arbitro: | Rizzoli (Bologna) |

|           |           |  |
| Melis 22’ | Marcatori |  |

| Arbitro: | Preschern (Mestre) |

|                                             |           |  |
| Fava Passaro 15’ Del Nevo 31’ Gubellini 85’ | Marcatori |  |

| Arbitro: | Nucini (Bergamo) |

|             |           |                        |
| D'Aversa 6’ | Marcatori | 22’ Zanini 81’ Beretta |

| Arbitro: | Rodomonti (Teramo) |

|                       |           |                    |
| Fava Passaro 18’, 48’ | Marcatori | 50’ (rig.) Dionigi |

| Arbitro: | Cassarà (Palermo) |

|                                  |           |                                 |
| E. Baggio 28’ (rig.) Arcadio 82’ | Marcatori | 22’ Muntasser 63’ (rig.) Parisi |

| Arbitro: | Dattilo (Locri) |

|                      |           |               |
| Fava Passaro 7’, 65’ | Marcatori | 34’ Portanova |

| Arbitro: | De Santis (Tivoli) |

|                       |           |                                |
| Codrea 9’ Mhadhbi 44’ | Marcatori | 11’ (rig.) Zanini 83’ Del Nevo |

| Arbitro: | Palanca (Roma) |

|                            |           |           |
| Fava Passaro 21’, 51’, 64’ | Marcatori | 38’ Bruno |

#### Girone di ritorno
| Arbitro: | Cassarà (Palermo) |

|             |           |                    |
| De Poli 55’ | Marcatori | 83’, 90+2’ Spinesi |

| Arbitro: | Castellani (Verona) |

|             |           |  |
| Mignani 49’ | Marcatori |  |

| Arbitro: | Bertini (Arezzo) |

|                |           |  |
| M. Rossi 90+2’ | Marcatori |  |

| Arbitro: | Nucini (Bergamo) |

|           |           |  |
| Parisi 9’ | Marcatori |  |

| Arbitro: | De Santis (Tivoli) |

|             |           |  |
| Nastase 57’ | Marcatori |  |

| Arbitro: | Bertini (Arezzo) |

|                  |           |               |
| Fava Passaro 23’ | Marcatori | 89’ Margiotta |

| Arbitro: | Nucini (Bergamo) |

|               |           |  |
| Oshadogan 30’ | Marcatori |  |

| Arbitro: | Tombolini (Ancona) |

|  |           |                    |
|  | Marcatori | 42’ (aut.) Pagotto |

| Arbitro: | Morganti (Ascoli Piceno) |

|           |           |                                   |
| Taldo 18’ | Marcatori | 59’ (aut.) Mirri 83’ Fava Passaro |

| Arbitro: | Racalbuto (Gallarate) |

|                             |           |                       |
| Fava Passaro 24’ Parisi 36’ | Marcatori | 48’ Bazzani 66’ Volpi |

| Arbitro: | Collina (Viareggio) |

|                                            |           |  |
| Schenardi 29’ Graffiedi 45+2’ Antonini 80’ | Marcatori |  |

| Arbitro: | Dattilo (Locri) |

|                                       |           |             |
| Gubellini 36’ Fava Passaro 65’, 90+1’ | Marcatori | 71’ Dossena |

| Arbitro: | Cruciani (Pesaro) |

|                            |           |  |
| Langella 46’ Cammarata 86’ | Marcatori |  |

| Arbitro: | Saccani (Mantova) |

|                                                               |           |                                       |
| Fava Passaro 25’ Masolini 44’ (rig.) Gubellini 69’ Ciullo 81’ | Marcatori | 37’ Kharja 78’ Borgobello 87’ Zaniolo |

| Arbitro: | Nucini (Bergamo) |

|                                |           |            |
| Dionigi 21’ (rig.), 87’ (rig.) | Marcatori | 76’ Zanini |

| Arbitro: | Castellani (Verona) |

|                       |           |  |
| Fava Passaro 27’, 31’ | Marcatori |  |

| Arbitro: | Bolognino (Milano) |

|                                      |           |                          |
| Sullo 39’ (rig.) Parisi 91+1’ (aut.) | Marcatori | 5’ Beretta 80’ Gubellini |

| Arbitro: | Bolognino (Milano) |

|            |           |  |
| Zanini 30’ | Marcatori |  |

| Arbitro: | Ayroldi (Molfetta) |

|                           |           |                            |
| Bonfiglio 25’ Brienza 50’ | Marcatori | 3’ Fava Passaro 18’ Zanini |

### Coppa Italia

#### Terzo Girone
| Arbitro: | Preschern (Mestre) |

|                       |           |  |
| Beretta 4’ Ciullo 21’ | Marcatori |  |

| Arbitro: | Nucini (Bergamo) |

|           |           |                              |
| Pianu 59’ | Marcatori | 25’ Ciullo 45’ (rig.) Zanini |

| Trieste 11 settembre 2002, ore 20:30 3ª giornata | Triestina       | 0 – 0 | Cittadella | Stadio Nereo Rocco\| Arbitro: \| Treossi (Forlì) \| |
| Arbitro:                                         | Treossi (Forlì) |       |            |                                                     |

#### Secondo Turno
| Arbitro: | Castellani (Verona) |

|           |           |  |
| Bacis 51’ | Marcatori |  |

| Arbitro: | Cassarà (Palermo) |

|  |           |                  |
|  | Marcatori | 15’, 66’ Beretta |

#### Ottavi di finale
| Arbitro: | Pellegrino (Barcellona Pozzo di Gotto) |

|             |           |               |
| Beretta 63’ | Marcatori | 87’ Batistuta |

| Arbitro: | Dattilo (Locri) |

|                                  |                      |                      |
| Maietta 33’ (aut.)               | Marcatori            | 72’ Fava Passaro     |
| De Rossi Montella Zebina Candela | Tiri di rigore 4 – 1 | Ferri Bega Gubellini |

## Statistiche

### Statistiche di squadra
|  |    | Classifica finale 2002-2003 | Pt | G  | V  | N  | P  | GF | GS |
|  | -- | --------------------------- | -- | -- | -- | -- | -- | -- | -- |
|  | 5. | Triestina                   | 58 | 38 | 15 | 13 | 10 | 54 | 42 |

### Statistiche dei giocatori
| Giocatore     | Serie A  | Serie A | Serie A     | Serie A    | Coppa Italia | Coppa Italia | Coppa Italia | Coppa Italia | Totale   | Totale | Totale      | Totale     |
| Giocatore     | Presenze | Reti    | Ammonizioni | Espulsioni | Presenze     | Reti         | Ammonizioni  | Espulsioni   | Presenze | Reti   | Ammonizioni | Espulsioni |
| ------------- | -------- | ------- | ----------- | ---------- | ------------ | ------------ | ------------ | ------------ | -------- | ------ | ----------- | ---------- |
| A. Pagotto    | 26       | 0       | -           | -          | -            | -            | -            | -            | 26       | 0      | -           | -          |
| A. Pinzan     | 12       | 0       | -           | -          | -            | -            | -            | -            | 12       | 0      | -           | -          |
| M. Ferri      | 29       | 0       | -           | -          | 5            | 0            | -            | -            | 34       | 0      | -           | -          |
| E. Venturelli | 23       | 0       | -           | -          | -            | -            | -            | -            | 23       | 0      | -           | -          |
| F. Bega       | 30       | 0       | -           | -          | -            | -            | -            | -            | 30       | 0      | -           | -          |
| S. Berko      | 2        | 0       | -           | -          | -            | -            | -            | -            | 2        | 0      | -           | -          |
| A. Parisi     | 32       | 5       | -           | -          | 1            | 0            | -            | -            | 33       | 5      | -           | -          |
| D. Maietta    | 5        | 0       | -           | -          | -            | -            | -            | -            | 5        | 0      | -           | -          |
| M. Bacis      | 29       | 0       | -           | -          | -            | -            | -            | -            | 29       | 0      | -           | -          |
| P. Scotti     | 5        | 0       | -           | -          | -            | -            | -            | -            | 5        | 0      | -           | -          |
| F. Medri      | 8        | 0       | -           | -          | -            | -            | -            | -            | 8        | 0      | -           | -          |
| G. Birtig     | 1        | 0       | -           | -          | -            | -            | -            | -            | 1        | 0      | -           | -          |
| F. Carbone    | 9        | 0       | -           | -          | -            | -            | -            | -            | 9        | 0      | -           | -          |
| A. Budel      | 33       | 0       | -           | -          | 6            | 0            | -            | -            | 39       | 0      | -           | -          |
| F. Masolini   | 33       | 1       | -           | -          | -            | -            | -            | -            | 33       | 1      | -           | -          |
| J. Muntasser  | 26       | 3       | -           | -          | -            | -            | -            | -            | 26       | 3      | -           | -          |
| A. Gentile    | 25       | 1       | -           | -          | -            | -            | -            | -            | 25       | 1      | -           | -          |
| A. Boscolo    | 22       | 0       | -           | -          | -            | -            | -            | -            | 22       | 0      | -           | -          |
| A. De Poli    | 4        | 1       | -           | -          | -            | -            | -            | -            | 4        | 1      | -           | -          |
| L. Del Nevo   | 28       | 2       | -           | -          | -            | -            | -            | -            | 28       | 2      | -           | -          |
| E. Baù        | 23       | 3       | -           | -          | -            | -            | -            | -            | 23       | 3      | -           | -          |
| M. Beretta    | 25       | 2       | -           | -          | -            | 4            | -            | -            | 25       | 6      | -           | -          |
| N. Zanini     | 32       | 7       | -           | -          | -            | -            | -            | -            | 32       | 7      | -           | -          |
| M. Gennari    | 1        | 0       | -           | -          | -            | -            | -            | -            | 1        | 0      | -           | -          |
| F. Ciullo     | 18       | 2       | -           | -          | -            | -            | -            | -            | 18       | 2      | -           | -          |
| M. Gubellini  | 19       | 5       | -           | -          | 7            | 1            | -            | -            | 26       | 6      | -           | -          |
| D. Fava       | 38       | 22      | -           | -          | 2            | 1            | -            | -            | 40       | 23     | -           | -          |
| M. Rigoni     | 2        | 0       | -           | -          | 0            | 0            | -            | -            | 2        | 0      | -           | -          |